# Missel de Sherborne
Le Missel de Sherborne est un missel enluminé réalisé au début du XVe siècle en Angleterre dans le style gothique international. Destiné à l'abbaye de Sherborne dans le Dorset, il s'agit du plus grand livre liturgique anglais médiéval encore conservé et le plus décoré. Le manuscrit est actuellement conservé à la British Library. 

## Historique
Le manuscrit a été écrit et peint pour Robert Bruynin, abbé de l'abbaye de Sherborne (1385-1415) : il est représenté plus d'une centaine de fois dans les marges du manuscrit et sa devise s'y retrouve aussi fréquemment : « laus sit trinitati ». Son patron, Richard Mitford, évêque de Salisbury (1396-1407) est lui aussi représenté à huit reprises. L'abbaye elle-même est représentée à la page 492 et des moines bénédictins à la page 397. L'ouvrage contient aussi un grand nombre d'écus : celui de Bruynin, de Mitford, mais aussi ceux de plusieurs abbayes bénédictines du Dorset et des environs (Glastonbury, Abbotsbury, Milton et Cerne). On y trouve aussi les armes d'Henri V en tant que prince de Galles. Ce dernier élément indique que le manuscrit a été peint après l'acquisition de ce titre en 1399. Il a été terminé avant la mort de Mitford en 1407. 
Chose très rare, le nom du scribe et de l'enlumineur principal est connu car inscrits directement dans les enluminures de l'ouvrage. Leur portrait est même représenté à six reprises pour l'enlumineur, au moins deux fois pour le scribe. Ce dernier est appelé John Whas, il est un moine bénédiction, sans doute de l'abbaye de Sherborne. Son nom est aussi mentionné dans le colophon (p.661). L'enlumineur principal est John Siferwas : il s'agit d'un frère dominicain dont la famille est originaire du Hampshire : ses armes sont présentes conjointement à celles du prince de Galles à la page 81. Les archives nous indiquent par ailleurs que cet artiste est passé par Farnham et Guildford. Il a aussi décoré le lectionnaire Lovel à destination de la cathédrale de Salisbury (BL, Harley MS 7026). En réalité, dans ce missel, au moins quatre autres mains ont participé à sa décoration.
Le manuscrit est sans doute encore présent en Angleterre au XVIe siècle : les représentations du pape et de saint Thomas Beckett ont été consciencieusement grattés conformément aux édits de la Réforme anglaise dans les années 1530. Au début du XVIIIe siècle, il est présent en France : il appartient à Léonor Goyon de Matignon (1637-1714), évêque de Lisieux. Ce dernier en fait don en 1703 au bibliophile et intendant de la Normandie Nicolas-Joseph Foucault dont les armes sont représentées sur la reliure. Il appartient ensuite à Charles d'Orléans de Rothelin. A la vente de sa bibliothèque, il est acquis par M. de Selles, trésorier-général de la Marine. La trace du manuscrit est perdue de nouveau jusqu'à la fin du siècle : il est acquis par George Galwey Mills, de Slaughter House en 1797 puis par Hugh Percy (2e duc de Northumberland) en 1800 qui le conserve au Château d'Alnwick. Il reste conservé là jusqu'à son dépôt en 1983 à la British Library. Il est acquis auprès du 12e duc de Northumberland par la bibliothèque en 1998 en partie grâce à une dation.

## Description

### Textes
Le missel, écrit en latin n'est pas à l'usage de Sarum, comme le sont traditionnellement les livres liturgiques anglais de cette époque, mais suit l'usage de l'ancien rite grégorien introduit sur l'île à l'époque de saint Augustin, au VIe siècle. Il contient ainsi une trace des plus anciens rites britanniques et c'est peut-être un moyen de rappeler que Sherborne était une des plus anciennes fondations d'Angleterre, au début du VIIIe siècle, plus ancienne que Salisbury, son suzerain. Sherborne était en effet le siège d'un évêché avant que celui-ci ne soit transféré à Old Sarum en 1075 puis à Salisbury au XIIIe siècle. Il contient les différents chapitres suivant : 
- Le calendrier (p.1-12)
- Le propre du temps (p.13-358)
- L'ordinaire de la messe (p.359-378)
- le canon de la messe (p.381-393)
- le propre des saints (p.395-611)
- Le commun des saints (p.613-662)
- Les messes votives (p.662-694)

### Décorations

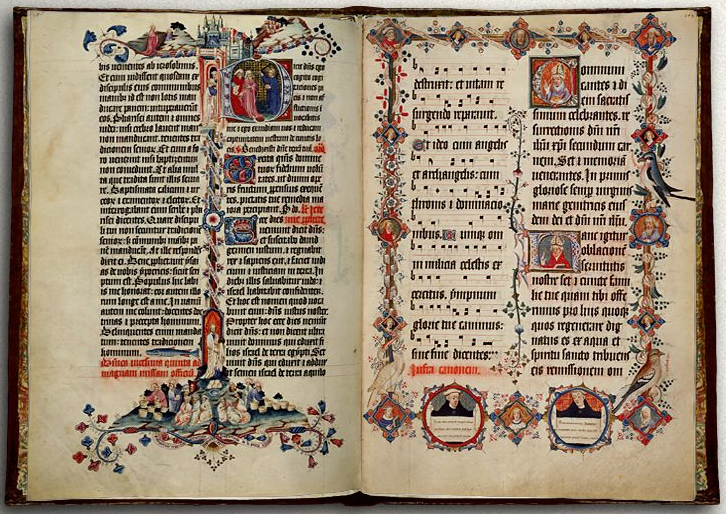
après la Pentecôte (p.356-367)

La décoration du manuscrit est très abondante avec des marges et des bas-de-pages historiés particulièrement élaborés pour chaque page consacrée à une fête. Le calendrier contient des représentations des apôtres, des prophètes, des signes du zodiaques et des travaux des mois, dans une version simplifiée des décorations du Bréviaire de Belleville. L'ordinaire et le canon de la messe contiennent des représentations d'oiseaux tous identifiés à de véritables oiseaux des campagnes britanniques, ainsi que des bustes de rois et de clercs tenant des cartouches évoquant des épisodes de l'histoire de l'Église ainsi que l'histoire de l'abbaye de Sherborne et de ses propriétés. Les pages du commun des saints commencent par des lettrines historiées représentant des bustes de saints. Les messes votives contiennent des lettrines décorées de scènes illustrant le thème de la messe concernée, un médecin et son patient pour la messe des malades. 
L'ouvrage contient de nombreuses petites miniatures mais une seule grande miniature en pleine page : la crucifixion placée du début du canon de la messe (p.380). Son style, typique du gothique international, rappelle les crucifixions de l'enlumineur anglais Herman Scheerre (Crucifixion Wyndham-Payne) ou encore le Diptyque de Wilton.